# Lacroix-Saint-Ouen
Lacroix-Saint-Ouen hay La Croix Saint Ouen là một xã thuộc tỉnh Oise trong vùng Hauts-de-France tây bắc nước Pháp. Xã này nằm ở khu vực có độ cao trung bình 30 mét trên mực nước biển.
Thị trấn có cự ly 75 km về phía bắc Paris.

## Dân số
| 1793 | 1800 | 1806  | 1821  | 1831  | 1836  | 1841  | 1846  | 1851  |
| ---- | ---- | ----- | ----- | ----- | ----- | ----- | ----- | ----- |
| 800  | 934  | 1 012 | 1 084 | 1 143 | 1 152 | 1 159 | 1 250 | 1 216 |

| 1856  | 1861  | 1866  | 1872  | 1876  | 1881  | 1886  | 1891  | 1896  |
| ----- | ----- | ----- | ----- | ----- | ----- | ----- | ----- | ----- |
| 1 179 | 1 179 | 1 309 | 1 375 | 1 416 | 1 452 | 1 471 | 1 526 | 1 576 |

| 1901  | 1906  | 1911  | 1921  | 1926  | 1931  | 1936  | 1946  | 1954  |
| ----- | ----- | ----- | ----- | ----- | ----- | ----- | ----- | ----- |
| 1 679 | 1 728 | 1 746 | 1 623 | 1 673 | 2 008 | 2 012 | 1 931 | 2 036 |

| 1962                                         | 1968  | 1975  | 1982  | 1990  | 1999  | - | - | - |
| -------------------------------------------- | ----- | ----- | ----- | ----- | ----- | - | - | - |
| 2 330                                        | 2 558 | 3 203 | 3 475 | 3 754 | 4 233 | - | - | - |
| Số liệu kể từ 1962 : dân số không tính trùng |       |       |       |       |       |   |   |   |